# Moulin de Willer
Pour les articles homonymes, voir Willer (homonymie).
Le moulin de Willer est situé à Harskirchen, dans le département du Bas-Rhin, sur  la Sarre.

## Historique
Le moulin de Willer est édifié en 1713. Il appartient au Prince de Nassau, comte de Sarrewerden. Saisi comme bien national, il est vendu le 20 frimaire An XII (1803). En 1865 le moulin est donné en location à Jacques Brua et son épouse Charlotte Cassel par leurs propriétaires Mme Elisabeth Muller veuve de l'ancien meunier Joseph Muller, et son fils Nicolas Muller. Le bail porte sur un moulin à farine à trois tournants, une maison d'habitation, une cour, une grange, une écurie, un hangar, un jardin potager ainsi que des prés et des terres. En 1869 l'exploitation du moulin est reprise par Nicolas Muller, son propriétaire. 
Une première phase de mécanisation a lieu vers 1900 avec l'installation de trieurs et d'un broyeur à cylindres. Lorsque le moulin est racheté par Rodolphe Esch en 1921, il subit une importante transformation. Il est rehaussé de deux étages et totalement modernisé. Le traitement des grains s'organise dès lors sur quatre étages, leur circulation étant assurée au moyen d'élévateurs à godets qui courent dans des tuyères verticales et obliques. En 1938, la capacité d'écrasement s'élève à 4 500 quintaux de blé et le contingent est fixé à 2 889 quintaux. Willy Esch exploite le moulin entre 1952 et 1975. En 1979, Roger Roeser procède à l'installation de deux silos à grains d'une contenance de 60 tonnes, à l'extérieur du moulin.

## Situation actuelle
Le moulin de Willer est toujours en activité, traitant près de 2 000 quintaux de blé chaque année. 
Il produit de la farine pour les particuliers et certaines boulangeries de la région. En 1844, le moulin est actionné par trois tournants. Ce sont des roues à aubes selon le bail concédé aux époux Brua. Actuellement il est doté d'une seule roue hydraulique verticale, installée en 1979. Il s'agit d'une roue « en dessous », à palettes, de structure métallique. Elle a été réalisée par un artisan de Lohr, M. Brio, sur le modèle de l'ancienne roue. Son diamètre est de 5 mètres et sa largeur de 1,30 mètre. 

## Fonctionnement
L'énergie hydraulique est conjuguée à un moteur diesel qui se substitue à la roue lorsque le débit de l'eau est trop abondant. Le moulin est équipé de toutes ses machines, datant pour la plupart du 1er quart du XXe siècle.